# Bufet (moble)

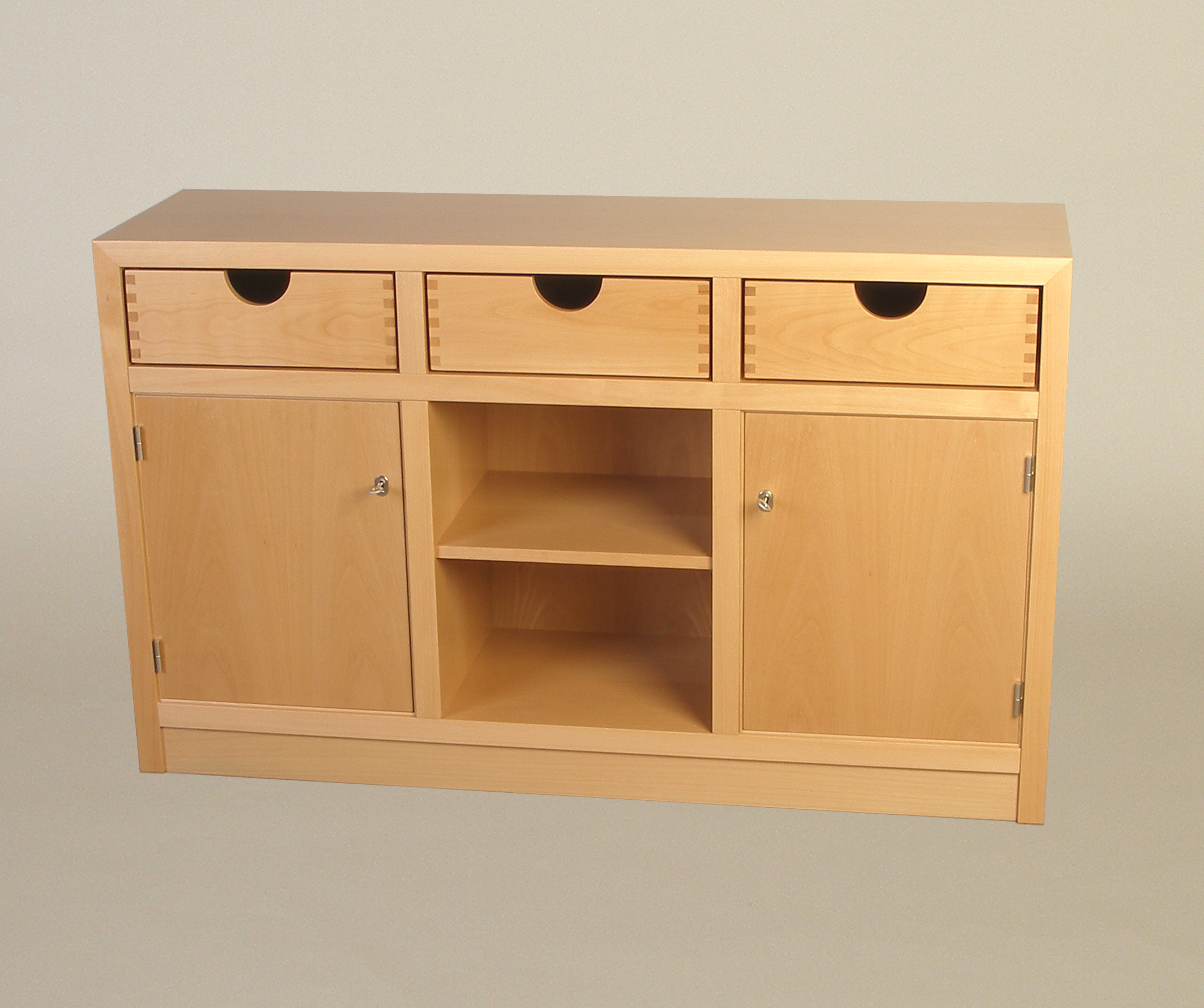
Bufet

Un bufet, aparador, aparadora o parador i tinell és un moble que s'utilitza per a guardar-hi la vaixella i altres estris destinats al servei de taula.
Els bufets són mobles amb calaixos o armaris en què s'introdueixen els estovalles, vaixelles i coberteries necessaris per al servei diari de la taula. Generalment, es troben en el menjador o a la cuina, és a dir, en llocs prop del lloc en què se serveix el menjar. Els bufets són mobles amples i baixos; el tauler superior també serveix per a posar-hi llums o altres objectes de decoració com gerros, vases, espelmes, etc.
Encara que ha estat considerat un moble antiquat i voluminós i que ha estat en desús durant dècades, actualment, viu un cert renaixement, fabricat en nous dissenys, materials i colors. Els actuals bufets són més petits i compleixen la mateixa funció d'acumuladors d'objectes, això fa que són útils en diferents cambres o peces. Les actuals propostes inclouen, per exemple, bufets per al rebedor o per a la cambra de bany.